# Aeroporto Internacional Augusto César Sandino

O Aeroporto Internacional Augusto César Sandino (IATA: MGA, ICAO: MNMG) é um aeroporo em Manágua, sendo o principal aeroporto da Nicarágua, uma homenagem ao herói nacional Augusto César Sandino.
Também conhecido como aeroporto internacional de Manágua, é o mais importante da Nicarágua, e serve não só a capital mas em todo o país. Atualmente, funciona com vários pontos dos Estados Unidos, México e países vizinhos da América Central, entre outros pontos, além de voos domésticos. Cerca de 1,2 milhões de passageiros viajaram em 2008. Condor e Spirit Airlines são companhias de baixo custo operando no local.

## Localização
O aeroporto está localizado 11 km (7 milhas) a leste da cidade de Manágua.